# Alberola
Alberola es una localidad perteneciente al municipio de Os de Balaguer, en la provincia de Lérida, comunidad autónoma de Cataluña, España. En 2018 contaba con 11 habitantes.